# Dieter Riemenschneider (Anglist)
Dieter Riemenschneider (* 18. August 1935 in Oberhausen) ist ein deutscher Anglist und Hochschullehrer.

## Leben und Wirken
Dieter Riemenschneider studierte Anglistik, Politikwissenschaft und Leibeserziehung an der Goethe-Universität Frankfurt und legte dort 1962 das erste Staatsexamen für den höheren Schuldienst ab. Von 1963 bis 1966 war er als Lektor für deutsche Sprache in Indien tätig. 1971 promovierte er an der Universität Frankfurt und lehrte dort von 1972 bis 1999 als Professor für Englische Literatur. 1983 hatte er eine Gastprofessur am Indian Institute of Technology Madras inne, 1990 an der Massey University in Neuseeland. Riemenschneider beschäftigt sich schwerpunktmäßig mit der anglophonen Literatur, vor allem derjenigen Indiens, Neuseelands  und Afrikas.
Außerdem veröffentlichte er Reiseführer für Indien und Neuseeland.

## Veröffentlichungen (Auswahl)
- Der moderne englischsprachige Roman Indiens (= Anglistik und Amerikanistik, Bd. 5). Thesen-Verlag, Darmstadt 1974, ISBN 3-7677-0014-X (= Dissertation Universität Frankfurt/M.).
- (Hrsg., mit Karsten Garscha): Afrikanische Schriftsteller im Gespräch. Die Funktion moderner afrikanischer Literaturen. Hammer, Wuppertal 1983, ISBN 3-87294-225-5.
- (Hrsg.): The history and historiography of Commonwealth literature. Narr, Tübingen 1983, ISBN 3-87808-941-4.
- Grundlagen zur Literatur in englischer Sprache. Bd. 5: West- und Ostafrika. Fink, München 1983, ISBN 3-7705-2057-2.
- (Hrsg.): Shiva tanzt. Das Indien-Lesebuch. Unionsverlag, Zürich 1986, ISBN 3-293-00117-3 (2. überarb. Aufl. 2002, ISBN 3-293-20142-3).
- (Hrsg.): Critical approaches to the new literatures in English (= The new literatures in English, Bd. 1). Verlag Die Blaue Eule, Essen 1989, ISBN 3-89206-281-1.
- (Hrsg.): Im Schatten des Banyanbaums. Geschichten aus Indien (= Neue indische Bibliothek, Bd. 13). Verl. Im Waldgut, Frauenfeld 1990, ISBN 3-7294-0113-0.
- (Hrsg., mit Frank Schulze-Engler): African literatures in the eighties. Rodopi, Amsterdam 1993, ISBN 90-5183-518-3.
- (Hrsg.): Postcolonial theory. The emergence of a critical discourse. A selected and annotated bibliography (= Zeitschrift für Anglistik und Amerikanistik, ZAA studies, Bd. 17). Stauffenburg-Verlag, Tübingen 2004, ISBN 3-86057-746-8.
- The Indian novel in English. Rawat Publ., Jaipur 2005, ISBN 978-81-7033-970-0.
- (Hrsg.): Reise nach Indien. Kulturkompass im Handgepäck. Unionsverlag, Zürich 2007, ISBN 978-3-293-20423-2 (neue Ausgabe u.d.T. Indien fürs Handgepäck, 2024, ISBN 3-293-20786-3).
- (Hrsg. u. Übers.): Wildes Licht. Poems – Gedichte aus Aotearoa Neuseeland englisch – deutsch. Tranzlit, Kronberg im Taunus 2012, ISBN 978-3-9815116-0-4.
- (Übers.): Jan Kemp / Dantes Himmel (Gedichte aus Neuseeland). Thiele, Mainz 2012, ISBN 978-3-940884-90-9.
- (Hrsg.): Neuseeland fürs Handgepäck. Unionsverlag, Zürich 2012, ISBN 978-3-293-20573-4 (2. Aufl. 2019, ISBN 3-293-20836-3).
- Gentle round the curves. Selected essays on Indian writing in English. Tranzlit, Kronberg im Taunus 2016, ISBN 978-3-9815116-1-1.